# أحمد دعالي جيلي
أحمد دعالي جيلي (حاف) (بالصومالية: Axmed Ducaale Geele)‏ سياسي صومالي، الرئيس الخامس لولاية غلمدغ الصومالية

## خلفية تاريخية

### النشأة
ولد جيلي عام 1945 في مدينة جالكعيو مركز محافظة مدج في جمهوريةالصومال لأسرة تنحدر من عشيرة هبر جدير إحدى فروع قبائل الهوية

### التعليم
حصل جيلي على البكالوريوس في الاقتصاد من الجامعة الوطنية الصومالية في العاصمة الصومالية مقديشو 1970.

## رئيس ولايةغلمدغ

### تنصيبه رئيسا للولاية
في 29 مايو 2017 تم تنصيب جيلي رئيسا لولاية غلمدغ بشكل رسمي في مناسبة أقيمت في مدينة عدادو عاصمة الولاية حضرها رئيس جمهورية الصومال الفيدرالية محمد عبد الله فرماجو ورئيس ولاية جوبالاند أحمد محمد إسلام (مدوبي) ورئيس ولاية بونتلاند عبد الولي محمد علي غاس ورئيس ولاية جنوب غرب الصومال شريف حسن شيخ آدم ونائب رئيس ولاية هيرشبيليعلي عبد الله حسين (جودلاوي) ومحافظ بنادر و الممثل الخاص للأمم المتحدة للصومال مايكل كيتنغ، وأعضاء في البرلمان الاتحادي في الصومال، وممثلون من تركيا وجيبوتي والولايات المتحدة والاتحاد الأوروبي والاتحاد الأفريقي وإثيوبيا والهيئة الحكومية الدولية المعنية بالتنمية.
حث ممثلو المجتمع الدولي جيلي على عقد اجتماعات مع تنظيم أهل السنة والجماعة (مليشيات صوفية شبه عسكرية تتخذ من ولاية غلمدغ مقرا لها) ووعد جيلي بإيجاد حلول وعقد اجتماعات مع أهل السنة والجماعة كما وعد بإيجاد حلول للنزاع في مدينة جالكعيو بين ولايتي بونتلاند وغلمدغ الصوماليتين.
في 2 فبراير 2020 انتخب مجلس النواب في ولاية غلمدغ أحمد عبدي كاري قورقور بحصوله على أغلبية 66 صوتا مقابل 9 أصوات حصل عليه عبد الله أحمد سمتر أقرب منافس له، غير أن الرئيس السابق أحمد دعالي جيل رفض الاعتراف بنتيجة الانتخابات وشكل مجلس نواب خاص، كما أن بعض المرشحين من ضمنهم عبد الرحمن محمد حسين انسحبو من الانتخابات مبررين ذلك بانقسام مفوضية الانتخابات، في حين هنأ الرئيس الصومالي محمد عبد الله فرماجو الرئيس المنتخب ورحب بالعملية الانتخابية.
في 13 أبريل 2020 أعلن جيلي تنازله لمصلحة سكان الولاية وسلم السلطة بشكل رسمي لخلفه أحمد عبدي كاري قورقور
وترشح أحمد دعالي جيلي (حاف) لمنصب رئيس الصومال في الانتخابات الرئاسية الصومالية 2022

## أنظر أيضا
- سياسة الصومال